# إدوارد برستون ميرفي
إدوارد برستون ميرفي (بالإنجليزية: Edward Preston Murphy)‏ هو محامي وقاضي أمريكي، ولد في 13 مارس 1904، وتوفي في 13 ديسمبر 1958.